# 黒川洸
黒川 洸（くろかわ たけし、1941年7月15日 - 2023年9月13日）は、日本の都市工学者。工学博士。東京工業大学名誉教授、筑波大学名誉教授。専攻は交通計画、都市計画など。兄は医学者で東京大学名誉教授の黒川清。叔父（母の弟）は教育心理学者の続有恒。

## 経歴・人物
東京都出身。成蹊中学校・高等学校を経て、1964年東京大学工学部土木工学科卒業。1970年東京大学大学院工学系研究科博士課程修了。同年建設省に入省。建築研究所都市施設研究室長、筑波大学社会工学系助教授、同教授、東京工業大学大学院教授、早稲田大学大学院客員教授、同理工学総合研究センター客員教授を歴任。都市計画中央審議会、道路審議会各委員をつとめる。2001年より一般財団法人計量計画研究所代表理事。2017年10月同研究所会長。
1995年には参議院予算委員会の公聴会において公述人として出席して阪神・淡路大震災の復興のために専門家が責任ある立場で参加する必要性を主張し、住環境に配慮した都市基盤施設の重点的な防災化を求めた。
2023年9月13日、死去。82歳没。

## 主な著書
- 「都市交通計画の立て方」（鹿島研究所出版会、1972年）
- 「新体系土木工学56 都市計画Ⅱ 都市施設」（編著。技報堂、1989年）
- 「交通整備制度」（土木学会編、1990年）
- 「都市と環境」（中村英夫編。ぎょうせい、1992年）
- 「実務者のための新・都市計画マニュアル」（日本都市計画学会編。丸善出版、2002年）